# Escolas palatinas

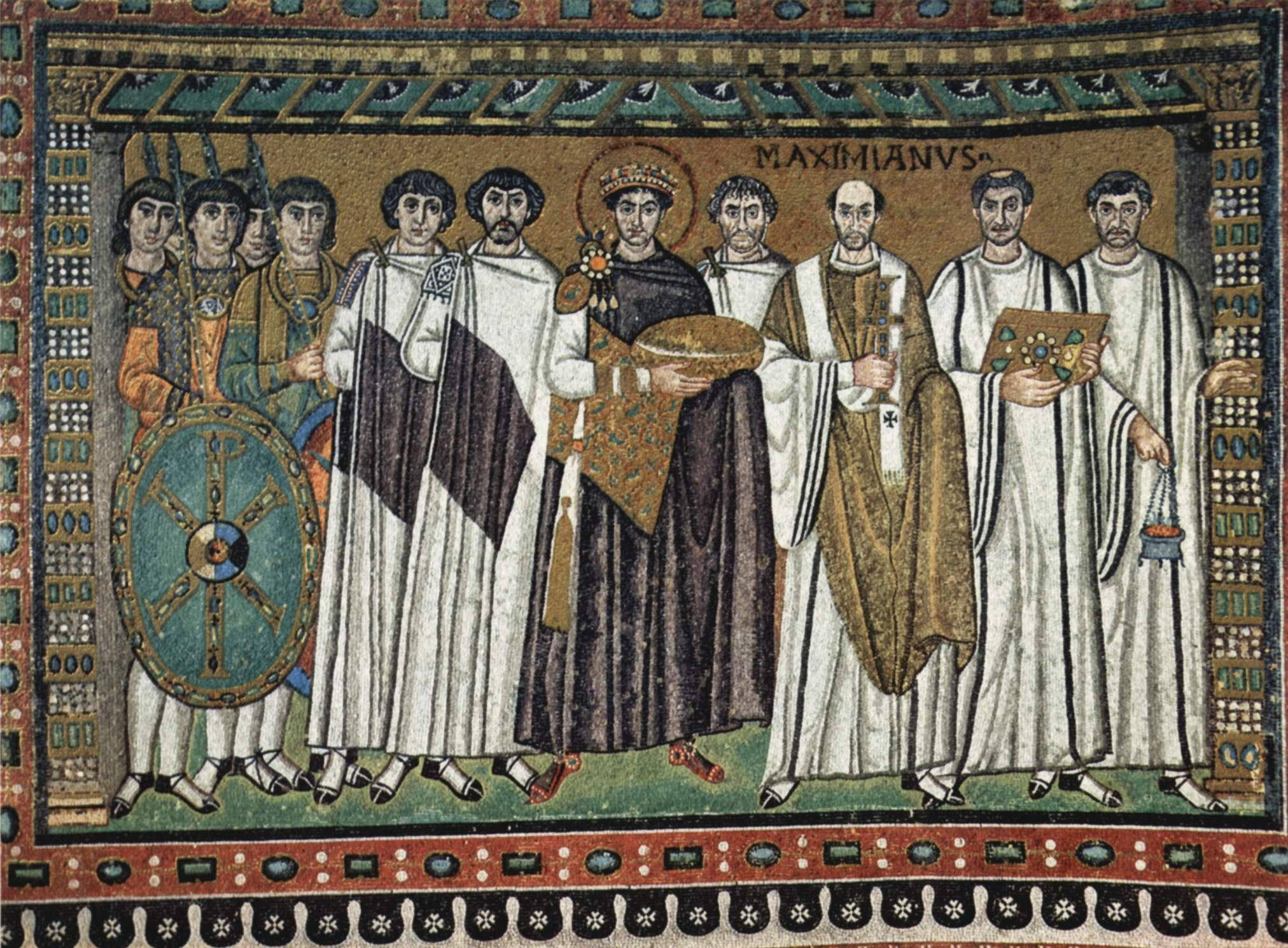
El emperador Justiniano y su corte. Los soldados de la izquierda son reconocibles como guardias palatinos gracias a los torques dorados que cuelgan de sus cuellos y forman parte de los "scholae". Basílica de San Vital de Rávena.

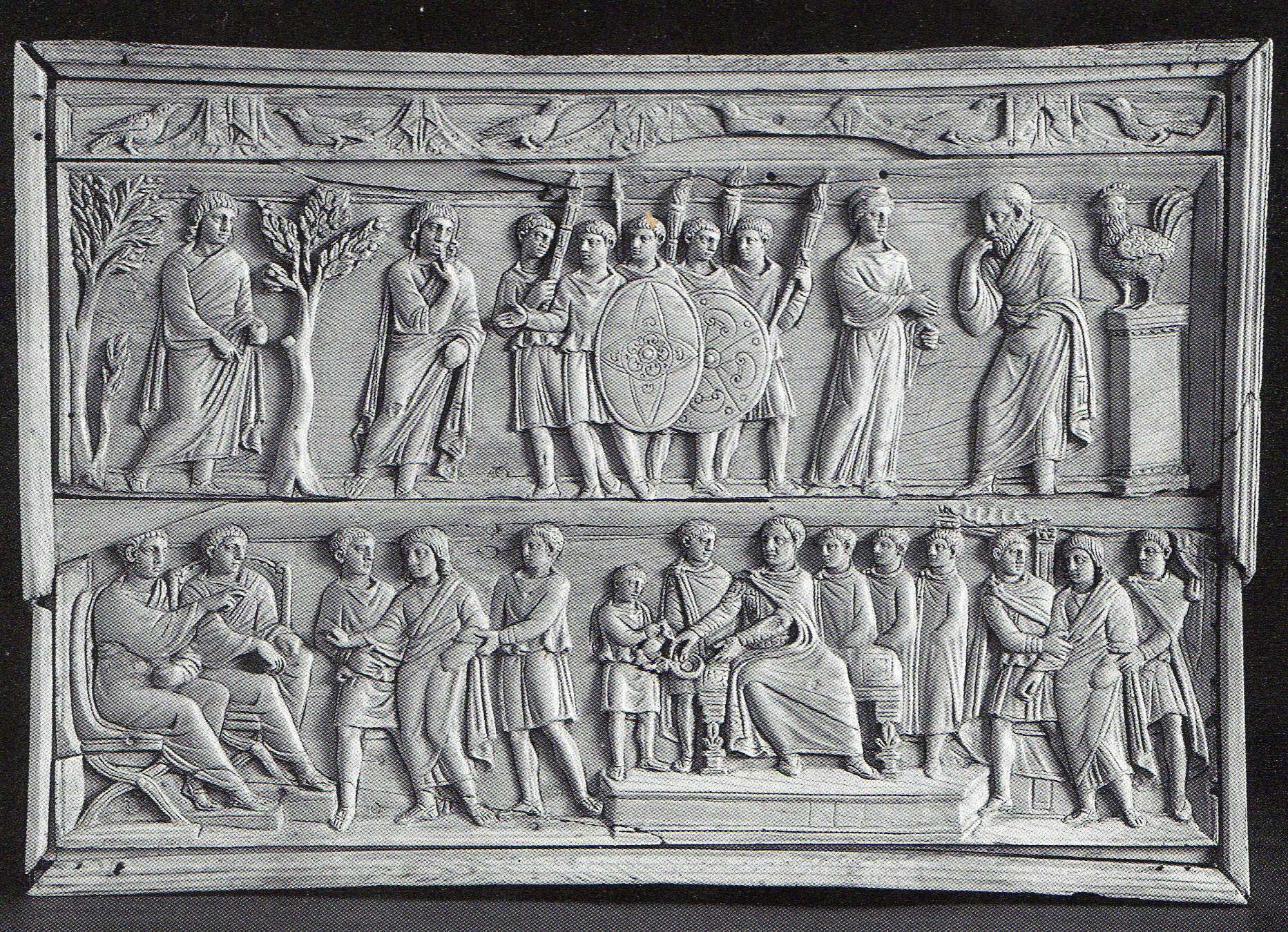
Insignia palatina en los escudos de los soldados con el prendimiento de Jesús en la lipsanoteca de Brescia, finales del.

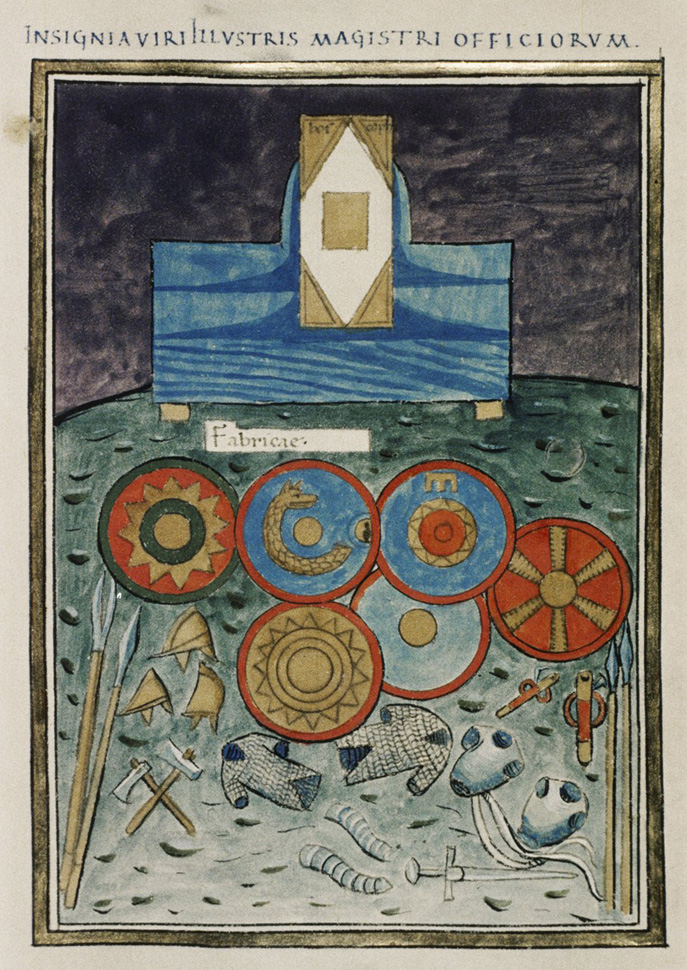
Insignias de seis de los scholae orientales como aparecen en la Notitia dignitatum.

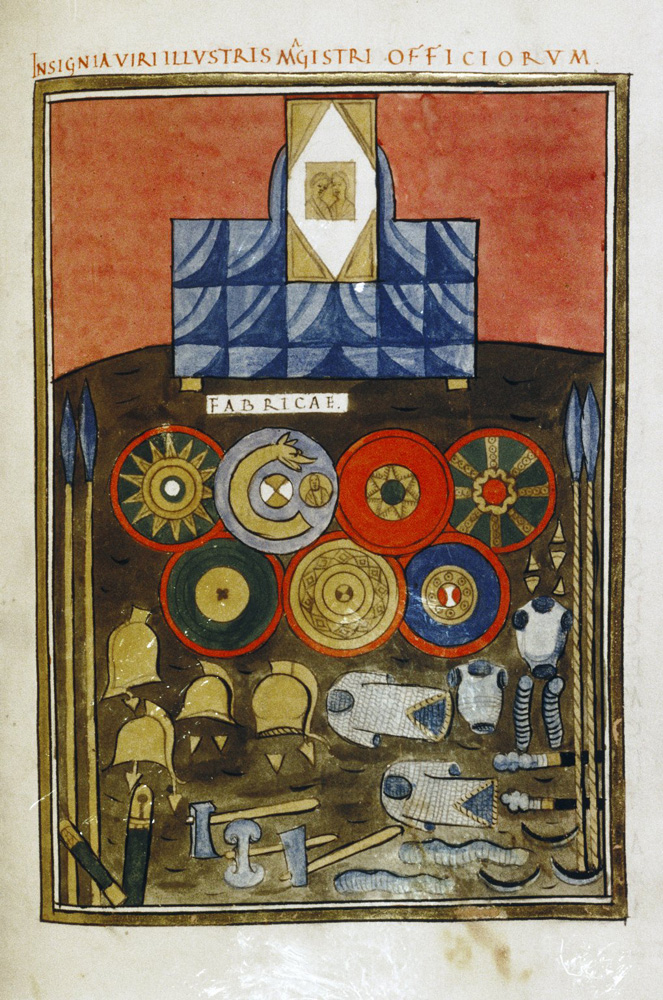
Insignias de los scholae occidentales como aparecen en la Notitia dignitatum.

Las escolas palatinas, escuelas palatinas, Scholæ palatinæ o simplemente, Scholai (del latín, Scholae Palatinae, "guardia palatina" o "scholes", en griego: Σχολαί, Scholaí) fueron una unidad militar de la guardia imperial de élite, cuya fundación se atribuye al emperador Constantino I para reemplazar a los equites singulares Augusti, el arma de caballería de la guardia pretoriana.
Tropas de élite de los siglos IV-VII, los scholae se convirtieron en un ejército de desfiles cuando los emperadores dejaron de comandar las tropas en el campo de batalla. Ofrecían una adecuada perspectiva profesional para los jóvenes de buenas familias. Persistieron en el Imperio de Occidente hasta su disolución por Teodorico el Grande. En el Imperio de Oriente, fueron reformados por Constantino V para convertirse en tagmata (plural de tagma), unidades de caballería pesada estacionadas cerca de Constantinopla que formaban el corazón de las fuerzas expedicionarias imperiales. Fueron disueltos a finales del siglo XI por el emperador Alejo I Comneno.

## SiglosIV-VII: Guardias imperiales

### Historia y estructura
Durante las guerras civiles que marcaron el final de la tetrarquía, el césar Flavio Valerio Severo, a principios del siglo IV intentó disolver las unidades que quedaban de la Guardia Pretoriana por orden de Galerio (r. 305-311). Como respuesta, los pretorianos se rebelaron para unirse a las filas del pretendiente Majencio, hijo del emperador retirado Maximiano en 306 después de que su campamento en Roma hubiera sido clausurado por el emperador. La revuelta logró proclamarle emperador el 28 de octubre de 306. Cuando Constantino el Grande (r. 306–337), al lanzar la invasión de Italia en 312, forzó el enfrentamiento en el Puente Milvio, siendo la Guardia Pretoriana la punta de lanza de Majencio durante la batalla que se libró allí. Después de su victoria, Constantino disolvió en Roma definitivamente la Guardia Pretoriana. Aunque no hay evidencia directa de que Constantino haya establecido las Escolas palatinas (Scholae Palatinae), la falta de una unidad de guardaespaldas se habría hecho necesaria de inmediato, por lo que usualmente se le considera su fundador. Sin embargo, algunas unidades, como la schola gentilium (escola compuesto por bárbaros, llamados 'gentiles' por los romanos) y la schola scutariorum, están atestiguadas antes del 312 y podrían haber sido creadas durante las reformas del emperador Diocleciano (r. 284-305).
El término "schola" ("escola", "escuela") era comúnmente utilizado a principios del siglo IV para referirse al cuerpo organizado de la comitiva imperial, tanto civil como militar. Cada escola estaba formada por un regimiento de caballería de élite de alrededor de 500 soldados. Muchos "escolares" (en latín: scholares, en griego: σχολάριοι, scholarioi) fueron reclutados entre las tribus germánicas.
En el oeste, estos eran francos y alamanes, mientras que en el este, se reclutaban godos. En Oriente, bajo el impacto de las políticas anti-godas, desde mediados del siglo V fueron reemplazados en gran medida por armenios e isaurios. Sin embargo, la evidencia de los escolares mencionados en fuentes primarias indica que la presencia de romanos nativos en las "escolas" no era insignificante. De los "escolares" registrados y nombrados del siglo IV, diez son definitivamente romanos, cuarenta y uno probablemente romanos y solo cinco son definitivamente bárbaros y once probablemente bárbaros.
Cada schola estaba comandada por un tribuno (tribunus) que se clasificaba como un comes de primera clase y se retiraban con un rango igual al de un dux, gobernador militar provincial. El tribuno tenía varios oficiales a sus órdenes llamados domestici o protectores. A diferencia de los pretorianos, no existía un mando militar general de los scholae porque el emperador mantenía el control directo sobre ellos. Sin embargo, para fines administrativos, los scholae finalmente estuvieron bajo el mando del magister officiorum. En la Notitia Dignitatum de finales del siglo IV, figuran siete scholae para el Imperio Oriental y cinco para el Occidental. En la época de Justiniano I (r. 527–565), pero posiblemente también en épocas anteriores, los scholae se alojaban en las proximidades de Constantinopla, en las ciudades de Bitinia y Tracia, sirviendo en el palacio por rotación.
Como correspondía a su condición de guardias, los "escolares" recibían un sueldo más alto y gozaban de más privilegios que el ejército regular: recibían raciones adicionales (annonae civicae), estaban exentos del impuesto de reclutamiento (privilegiis scholarum) y a menudo eran utilizados por los emperadores en misiones civiles en el interior del Imperio. Sin embargo, gradualmente, la facilidad de la vida en el palacio y la falta de campañas reales, puesto que los emperadores dejaron de participar las batallas campales, hicieron que disminuyeran sus habilidades de combate.
En el Este, fueron finalmente reemplazados como escoltas imperiales por los excubitores, fundados por el emperador León I el Tracio (r. 457–474), mientras que en el Oeste, fueron disueltos de forma permanente por el gobernador ostrogodo Teodorico el Grande (gobernante De Italia en 493-526). Con el emperador Zenón (r. 474–491), llegaron a degenerar como tropas de desfiles y a medida que se hizo posible comprar el cargo en el rango de los scholae, que unido al estatus social y los beneficios que esto implicaba, las unidades se llenaron cada vez más de la joven nobleza adecuadamente conectada con los poderes de la capital. Se dice que el emperador Justiniano causó pánico entre sus miembros cuando propuso que los enviaran a una campaña militar. Justiniano también estableció cuatro escolas 'supernumerarias' de 2000 hombres con el único fin de recaudar dinero por la venta de los nombramientos. Parece que este aumento de escolas fue revertido más tarde por el propio emperador.
Cuarenta "escolares", llamados candidati por sus brillantes túnicas blancas, fueron seleccionados para formar la escolta personal del Emperador, y aunque en el siglo VI también cumplieron un papel puramente ceremonial, en el siglo IV acompañaban a los emperadores en campaña, como por ejemplo con Juliano el Apóstata (r. 361–363) en Persia.

### Lista descholaeen laNotitia Dignitatum
En el Imperio de Occidente (la parte occidental de la Notitia Dignitatum se refiere a los años 420):
- Scola scutariorum prima
- Scola scutariorum secunda
- Scola armaturarum seniorum
- Scola gentilium seniorum
- Scola scutatorum tertia

En el Imperio de Oriente (la parte oriental de la Notitia Dignitatum se refiere a los años 390):
- Scola scutariorum prima
- Scola scutariorum secunda
- Scola gentilium seniorum (Probablemente la misma unidad mencionada para Occidente, transferida allí después de que se compilase la lista del Este).
- Scola scutariorum sagittariorum, unidad de arqueros a caballo.
- Scola scutariorum clibanariorum, unidad de clibanarii.
- Scola armaturarum iuniorum
- Scola gentilium iuniorum

Nota: Los sufijos "seniorum" y "iuniorum" refieren a unidades del mismo origen, y se cree comúnmente que fueron creadas a partir de la división del ejército romano en 364 entre los emperadores Valente y Valentiniano I. Los seniores son las unidades occidentales "senior", mientras que los iuniores  son sus contrapartes orientales "junior".

### Escolares notables
- Mártires Sergio y Baco, oficiales en la schola gentilium del emperador Maximiano.[13]
- San Martín de Tours, oficial en las escolas del César Juliano.
- Mallobaudes, rey franco, tribunus armaturarum, y más tarde magister militum.
- Claudio Silvano, tribuno franco y luego usurpador.
- Bacurio, príncipe de la Iberia caucasiana, tribunus sagittariorum en la batalla de Adrianópolis.[14]
- Casio, tribunus scutariorum (probablemente de la primera escola de élite) en la batalla de Adrianópolis.[14]
- Justiniano I sirvió como candidatus en 518, en el momento de la muerte del emperador Anastasio I y la subida al trono de su tío Justino I.

## SiglosVIII-XI: losscholaecomo uno de lostagmata
Los escolares, junto con los excubitores, continuaron existiendo en los siglos VII y VIII, aunque disminuyeron su tamaño, y como unidades puramente ceremoniales. Sin embargo, en c. 743, después de sofocar una gran rebelión de tropas de los thémas, el emperador Constantino V (r. 741–775) reformó las antiguas unidades de guardia de Constantinopla en los nuevos regimientos tagmata, que estaban destinados a proporcionar al emperador un núcleo de tropas profesionales y leales. Los tagmata eran unidades profesionales de caballería pesada, con guarnición en Constantinopla y sus alrededores, formando la reserva central del sistema militar bizantino y el núcleo de las fuerzas expedicionarias imperiales. Además, al igual que sus ascendientes romanos tardíos, fueron una importante etapa en la carrera militar de los jóvenes aristócratas, lo que condujo a tener importantes mandos de campo o funcionarios estatales.
El tamaño exacto de los tagmata es un tema de debate. Las estimaciones varían desde 1000 a 4000 hombres. Los diversos tagmata tenían una estructura uniforme, que solo difería en la nomenclatura utilizada para determinados títulos, que reflejaban sus diferentes ascendencias. Los scholai estaban encabezados por los domestikos tōn scholōn (δομέστικος τῶν σχολῶν, 'Doméstico de las escolas'), atestiguado por primera vez en 767. A medida que el antiguo oficio del magister officiorum se transformaba en un puesto más o menos ceremonial de los magistros, el domestikos fue establecido como un mando independiente de los scholai. En las historias contemporáneas, tiene el rango de patrikios, y es considerado como uno de los generales de mayor rango, solo superado por los strategos del Thema Anatólico. En el siglo X, se había convertido en el oficial superior de todo el ejército, efectivamente un comandante en jefe del emperador. En c. 959, el puesto y la unidad misma se dividieron en dos mandos separados, uno para el Este (domestikos [tōn scholōn tēs] anatolēs) y otro para el Oeste (domestikos [tōn scholōn tēs] dyseōs).
El domestikos tōn scholōn estaba asistido por dos oficiales llamados topoteretes (τοποτηρητής, lit. 'marcador de posición', 'teniente'), de tal forma que cada uno comandaba la mitad de la unidad, un chartoularios (χαρτουλάριος, 'secretario') y el proexēmos o proximos (mensajero principal). El tagma se dividió en unidades más pequeñas (bandon) comandada por un comes (komēs, κόμης [τῶν σχολῶν], 'Conde [de las Escolas]'). A finales del siglo X, había 30 de esas banda, de tamaño desconocido. Cada comes comandaba 5 domestikoi junior, el equivalente de los kentarchoi del ejército regular ('centuriones'). También existía 40 portaestandartes (bandophoroi), que se agrupaban en cuatro categorías diferentes. En las escolas, estos eran: protiktores (προτίκτορες, 'protectores', derivados de los protectores más antiguos), eutychophoroi (εὐτυχοφόροι, "portadores de eutychia"; donde aquí, eutychia es una corrupción de ptychia, imágenes de Fortuna y Victoria), skēptrophoroi ("portadores de cetros") y axiōmatikoi ("oficiales").
Los kandidatoi todavía son mencionados en la obra De Ceremoniis del siglo X, pero el título se había convertido en nada más que una dignidad de palacio, cumpliendo un papel puramente ceremonial y completamente separado del tagma de los scholai. El regimiento de los scholai está atestiguado por última vez en 1068-1069, bajo el emperador Romano IV Diógenes (r. 1068-1071), en un combate alrededor de Alepo.